# Villadiego
Villadiego é um município da Espanha na província de Burgos, comunidade autónoma de Castela e Leão, de área 327,79 km² com população de 1903 habitantes (2004) e densidade populacional de 5,81 hab/km².

## Demografia
| Variação demográfica do município entre 1991 e 2004 | Variação demográfica do município entre 1991 e 2004 | Variação demográfica do município entre 1991 e 2004 | Variação demográfica do município entre 1991 e 2004 |
| --------------------------------------------------- | --------------------------------------------------- | --------------------------------------------------- | --------------------------------------------------- |
| 1991                                                | 1996                                                | 2001                                                | 2004                                                |
| 2377                                                | 2090                                                | 1924                                                | 1903                                                |